# Lima Challenger 1999
Il Lima Challenger 1999 è stato un torneo di tennis facente parte della categoria ATP Challenger Series nell'ambito dell'ATP Challenger Series 1999. Il torneo si è giocato a Lima in Perù dal 18 al 24 ottobre 1999 su campi in terra rossa.

## Vincitori

### Singolare
Juan Ignacio Chela ha battuto in finale  Jiří Vaněk con il punteggio di 6–2, 7–5.

### Doppio
Pablo Albano /  Martín García hanno battuto in finale  Mariano Hood /  Sebastián Prieto con il punteggio di 7–6, 3–6, 6–3.